# هنریک شارو
هنریک شارو (لهستانی: Henryk Szaro؛ ۲۳ اکتبر ۱۹۰۰ – ۸ اوت ۱۹۴۲) یک کارگردان فیلم، فیلم‌نامه‌نویس و کارگردان نمایش اهل لهستان بود.
او یکی از کارگردانان پیشرو در اواخر دههٔ ۲۰ و ۳۰ میلادی در لهستان بود و در جریان جنگ جهانی دوم و اشغال لهستان توسط آلمان نازی، به سبب تبار یهودی‌اش به اسارت گرفته شد و در گتوی ورشو کشته شد.
از فیلم‌های او می‌توان به «تبعید به سیبری» (۱۹۳۰) اشاره کرد.